# Priosphys denticulata
Priosphys denticulata är en stekelart som beskrevs av Günther Enderlein 1920. Priosphys denticulata ingår i släktet Priosphys och familjen bracksteklar. Inga underarter finns listade i Catalogue of Life.